# Girefontaine
Girefontaine ist eine französische Gemeinde im Département Haute-Saône in der Region Bourgogne-Franche-Comté.

## Geographie
Girefontaine liegt auf einer Höhe von 277 m über dem Meeresspiegel, sieben Kilometer westlich von Saint-Loup-sur-Semouse und etwa 30 Kilometer nördlich der Stadt Vesoul (Luftlinie). Das Dorf erstreckt sich im äußersten Norden des Departements, auf einer Geländeterrasse westlich der Talmulde des Ruisseau le Chanois, am Rand des Plateaus der Vôge.
Die Fläche des 6,80 km² großen Gemeindegebiets umfasst einen Abschnitt in der leicht gewellten Landschaft am Rand der Vôge. Die östliche Grenze bildet der Ruisseau le Chanois, der für die Entwässerung nach Südosten zum Planey sorgt. Von dieser Talmulde erstreckt sich das Gemeindeareal westwärts über die Geländeterrasse von Girefontaine bis auf die angrenzende Anhöhe von La Vangille. Mit 331 m wird hier die höchste Erhebung von Girefontaine erreicht. Nach Nordwesten reicht der Gemeindeboden bis in die Talniederung der Superbe. Das Gebiet zeigt ein lockeres Gefüge von Acker- und Wiesland sowie Wald. In geologisch-tektonischer Hinsicht besteht der Hauptteil des Gemeindegebietes aus Muschelkalk der mittleren Trias.
Nachbargemeinden von Girefontaine sind Mailleroncourt-Saint-Pancras, Betoncourt-Saint-Pancras und Dampvalley-Saint-Pancras im Norden, Anjeux im Osten, Jasney im Süden sowie Melincourt im Westen.

## Geschichte
Seit dem Mittelalter bildete Girefontaine eine Exklave des Barrois in der Freigrafschaft Burgund. Die lokale Herrschaft hatten die Herren von Saint-Loup, später diejenigen von Fougerolles inne. Der Ortsname leitet sich vom germanischen Personennamen Gero und dem französischen Wort fontaine (Brunnen) ab. Im Jahr 1569 wurde das Dorf von den Soldaten des Herzogs Wolfgang von Pfalz-Zweibrücken geplündert und gebrandschatzt.

## Sehenswürdigkeiten
Zu den Sehenswürdigkeiten des Ortes zählen ein Calvaire, der 1615 errichtet wurde, und ein spätmittelalterlicher Brunnen.

## Bevölkerung
| Jahr                       | 1962 | 1968 | 1975 | 1982 | 1990 | 1999 | 2006 |
| Einwohner                  | 42   | 35   | 28   | 33   | 46   | 50   | 45   |
| Quellen: Cassini und INSEE |      |      |      |      |      |      |      |

Mit 32 Einwohnern (1. Januar 2022) gehört Girefontaine zu den kleinsten Gemeinden des Département Haute-Saône. Nachdem die Einwohnerzahl in der ersten Hälfte des 20. Jahrhunderts deutlich abgenommen hatte (1881 wurden noch 111 Personen gezählt), wurde seit Mitte der 1970er Jahre wieder ein leichtes Bevölkerungswachstum verzeichnet.

## Wirtschaft und Infrastruktur
Girefontaine ist noch heute ein vorwiegend durch die Landwirtschaft (Ackerbau, Obstbau und Viehzucht) und die Forstwirtschaft geprägtes Dorf. Außerhalb des primären Sektors gibt es nur wenige Arbeitsplätze im Ort. Einige Erwerbstätige sind deshalb Wegpendler, die in den größeren Ortschaften der Umgebung ihrer Arbeit nachgehen.
Die Ortschaft liegt abseits der größeren Durchgangsachsen, ist aber von der Hauptstraße D417, die von Luxeuil-les-Bains nach Bourbonne-les-Bains führt, leicht erreichbar. Weitere Straßenverbindungen bestehen mit Jasney und Anjeux.